# Cavea
Cavea é um género botânico pertencente à família Asteraceae.